# Benny Hinn
Benny Hinn, właśc. Toufik Benedictus Hinn (gr. Τουφικ Βενέδικτος „βενι” Χιν, ar. توفيق بندكتوس „بني” الحن), ur. 3 grudnia 1952 w Tel Awiwie – amerykański duchowny protestancki nurtu neocharyzmatycznego, teleewangelista, założyciel własnego kościoła Orlando Christian Centre, pastor, autor kilku bestsellerów, z których najbardziej znanym jest Dzień dobry, Duchu Święty. Głównie znany z programu telewizyjnego This is Your Day. Według danych jego misji przemawiał do miliarda ludzi.

## Życiorys
Urodził się w Tel Awiwie, w 1952 roku, w nowo powstałym państwie Izrael w rodzinie palestyńskich chrześcijan. Wychował się w prawosławnej tradycji. Wkrótce po wojnie sześciodniowej rodzina Hinnów wyemigrowała do Toronto, w Kanadzie. W swoich książkach, Hinn twierdzi, że gdy się urodził jego ojciec był burmistrzem Jafy, jednak jest to kwestionowane przez jego krytyków.
21 grudnia 1973 roku wybrał się wraz ze swym przyjacielem do Pittsburgha na spotkanie uzdrowieniowe prowadzone przez ewangelistkę Kathryn Kuhlman. Zrobiło to na nim wielkie wrażenie. Hinn nigdy nie spotkał się z nią osobiście, ale często przybywał na jej healing services, twierdzi, że po jej śmierci otrzymał jej namaszczenie (przy jej grobie).
W roku 1983 zaczął prowadzić własną działalność, od roku 1989 jest teleewangelistą, na początku lat 90. zaczął prowadzić program telewizyjny This Is Your Day.
Hinn ożenił się z Suzanne Harthern 4 sierpnia 1979 roku. W 2010 roku żona opuściła go, ze względu na „niemożliwe do pogodzenia różnice”. 3 marca 2013 Benny Hinn odnowił związek małżeński z Suzanne.

## Działalność ewangelizacyjna
Benn Hinn podróżuje po całym świecie głosząc nawet w zamkniętych na chrześcijaństwo krajach. Na spotkania organizowane przez ewangelistę przybywają tłumy wypełniając stadiony, obiekty sportowe i sale kongresowe. Jednym z rekordowych pod względem ilości uczestników wydarzeniem był Festival of Blessings, który odbył się w Indiach w 2007 roku, a uczestniczyło w nim 7,3 miliona ludzi (podczas trzech zgromadzeń).
W działalności Benny Hinna odnotowano wielką ilość cudów, część z nich próbowano udokumentować. W kwietniu 2001 roku, HBO nakręcił dokumentalny film A Question of Miracles poświęcony cudom dokonującym się podczas usługi Hinna oraz Bonnke’ego. Okazało się, że pewna ich liczba była nieautentyczna.

## Działalność charytatywna
Misja Benny Hinna wspiera 60 organizacji misyjnych na całym świecie oraz kilkanaście sierocińców w krajach trzeciego świata. Zapewnia dach nad głową oraz wyżywienie dla 100 000 dzieci oraz wspiera finansowo 45 000 dzieci (łącznie z opieką lekarską), w Kalkucie. Opłaca opiekę medyczną dla 200 000 ludzi w Indiach.
Misja Benny Hinna ofiarowała 100 000 dolarów dla ofiar huraganu Katrina w 2005 roku oraz 250 000 dolarów dla ofiar tsunami.

## Kontrowersje
Działalność Benny Hinna od samego początku wzbudza kontrowersje, niektóre z jego poglądów są niepoprawne z teologicznego punktu widzenia, zarzuca mu się głoszenie teologii sukcesu. Wiele jego proroctw nie spełniło się. Zapowiadał śmierć Fidela Castro w latach 90. XX wieku, koniec świata w roku 1992 oraz 1999 roku. 23 lipca 2012 zapowiedział, że po śmierci Billy’ego Grahama rozpocznie w Ameryce wielkie przebudzenie, a Bóg miał mu to objawić jeszcze w roku 1989.
W środowisku ewangelikalnym posądzany jest o herezję, nazywany jest zwodzicielem, ze względu na niespełnione proroctwa oraz głoszenie, że Chrystus w fizycznej postaci będzie się objawiał podczas jego usług. David Wilkerson, znany zielonoświątkowy pastor i ewangelista, określił Benny Hinna jako zwodziciela i fałszywego proroka, zarzucił mu bluźnierstwo. 11 kwietnia 1999 roku Wilkerson w kazaniu wygłoszonym w swoim zborze, wezwał swoich wyznawców by spalili książki Benny Hinna. W tym samym kazaniu potępił również ewangelistę Kennetha Copelanda, ze względu na ewangelię sukcesu oraz Rodneya Howard-Browne’a.
Niektórzy zarzucają, że jest katolickim agentem.

## Książki
- Benny Hinn: Kathryn Kuhlman: Her Spiritual Legacy and Its Impact on My Life. W Pub Group. ISBN 0-7852-7888-5. Brak numerów stron w książce
- Benny Hinn: Good Morning, Holy Spirit. Nelson Books. ISBN 0-7852-7176-7. Brak numerów stron w książce
- Benny Hinn: He Touched Me an Autobiography. Nelson Books. ISBN 0-7852-7887-7. Brak numerów stron w książce
- Benny Hinn: The Anointing. Nelson Books. ISBN 0-7852-7168-6. Brak numerów stron w książce
- Benny Hinn: Welcome, Holy Spirit How You Can Experience The Dynamic Work Of The Holy Spirit In Your Life. Nelson Books. ISBN 0-7852-7169-4. Brak numerów stron w książce
- Benny Hinn: This Is Your Day for a Miracle. Orlando, FL: Creation House, 1996. ISBN 0-88419-391-8. Brak numerów stron w książce
- Benny Hinn: The Biblical Road to Blessing. Nashville, Tenn: Thomas Nelson Inc, 1997. ISBN 0-7852-7517-7. Brak numerów stron w książce
- Benny Hinn: Miracle Of Healing. Nashville, Tenn: J. Countryman. ISBN 0-8499-5399-5. Brak numerów stron w książce
- Benny Hinn: The Blood. Lake Mary, FL: Charisma House, 2001. ISBN 0-88419-763-8. Brak numerów stron w książce
- Benny Hinn: Going Deeper with the Holy Spirit. Benny Hinn Ministries, 2002. ISBN 1-59024-039-1. Brak numerów stron w książce
- Benny Hinn: Lord, I Need a Miracle. Nashville, Tenn: Thomas Nelson Inc. ISBN 0-8407-6251-8. Brak numerów stron w książce
- Benny Hinn: Total Recovery, Supernatural Restoration and Release. Dallas, Texas: Clarion Call Marketing, Inc. ISBN 1-59574-038-4. Brak numerów stron w książce